# Сиверс, Рольф
Рольф Си́верс (нем. Rolf Sievers) — немецкий селекционер роз. Занимается селекцией роз класса Альба, создатель серии сортов Blush отличающихся высокой выносливостью к неблагоприятным условиям.

## Биография
Рольф Сиверс начал заниматься селекцией роз в 1969 году. Получил известность после создания серии красиво цветущих и выносливых сортов класса Альба вошедших в серию Blush. В серию входят сорта, как с однократным так и с повторным цветением.
Позже Рольф Сиверс начал сотрудничать с такими селекционерами, как Андреа Браун (нем. Andrea Braun) и Jürgen Weihrauch в области создания современных гибридов класса Альба, гибридов розы брактиата, портландских роз, гибридов розы персидской и других групп.

## Некоторые сорта
Однократно цветущие сорта класса Альба
- 'Crimson Blush'
- 'Lemon Blush'
- 'Morning Blush'
- 'Royal Blush'
- 'Red Blush'
- 'White Blush'
- 'Golden Blush'
- 'Summer Blush'
- 'Yellow Blush'
- 'Tender Blush'
- 'Northern Blush'

Повторно цветущие сорта класса Альба
- 'Butterfly Blush'
- 'Lilac Blush'
- 'Salmon Blush'
- 'Lovely Blush'
- 'Amiable Blush'
- 'Mini Blush'
- 'Charming Blush'
- 'Pearl Blush'
- 'Glowing Blush'